# 戸谷裕之
戸谷 裕之（とたに ひろゆき、1957年 - ）は、日本の財政学者。大阪産業大学経済学部教授。
関西学院大学大学院経済学研究科博士課程単位取得退学。博士（経済学）。財政学・地方財政論専攻。

## 書籍等出版物
- 『日本型企業課税の分析と改革』（中央経済社 1994年）
- 『地方税の理論と課題』 橋本徹, 林宏昭(担当:分担執筆)（税務経理協会 1995年）
- 『東アジアの社会保障－日本・韓国・台湾の現状と課題－ 』埋橋孝文, 木村清美, 戸谷裕之, 金成垣, 東京大学社会科学研究所, 齋藤立滋, 加藤道也, 金淵明, 陳小梅, 尹錫明, 韓国保険社会研究(担当:共著)（ナカニシヤ出版 2009年）
- 『新しい地方財政論』 中井英雄 ，齊藤愼，堀場勇夫，戸谷裕之／著 (有斐閣アルマ 2010年) 他

## 論文等
- 戸谷裕之 - reserchmap